# História da Ásia

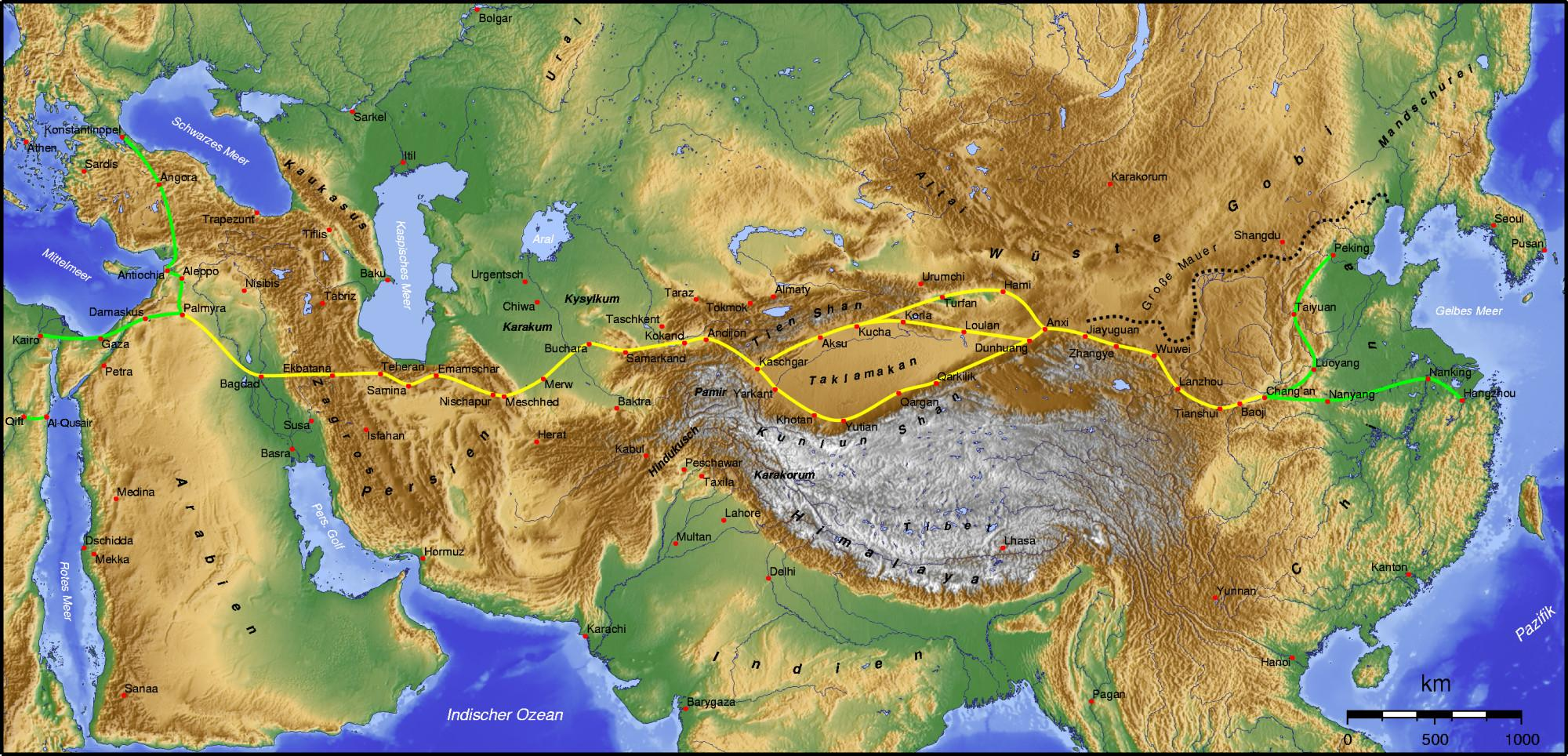
Rota da seda

A História da Ásia teve início quando quatro civilizações do mundo antigo começaram a história do mundo, cujos povos os historiadores chamam de berços da humanidade, devido ao fato de que a crença de muitos que estudaram esse assunto afirma a origem das primeiras civilizações relevantes nesses locais. A localização geográfica de uma daquelas regiões é no Egito e o resto situa-se no continente asiático. As três primeiras civilizações são: o Crescente Fértil, no Oriente Médio, nos talvegues dos rios Tigre e Eufrates (região que apresentou condições para o desenvolvimento de povos como os assírios, sumérios e babilônios); o Vale do Indo, no Subcontinente Indiano, onde é o atual Paquistão (no vale do Rio Ganges surgiu a civilização hindu); e os Vales do Huang Ho e do Yang-Tsé, na República Popular da China, no extremo oriente da Ásia (onde desenvolve-se a civilização chinesa). Posteriormente o Oriente Médio viu desenvolver-se o grande império dos persas que mais tarde serão conquistados por Alexandre, o Grande.

## O Crescente Fértil
As primeiras civilizações do continente asiático tiveram origem no Crescente Fértil. Essa região é acompanhada pelos vales dos rios Tigre e Eufrates, nas partes setentrional e ocidental banhadas pelo Golfo Pérsico. Depois curva-se para a parte meridional, por meio do talvegue do rio Jordão. As regiões que são abrangidas pelo Crescente Fértil fazem parte dos cinco atuais países independentes: República do Iraque, Estado de Israel, Reino Hashemita da Jordânia, República Libanesa e República Árabe Síria.
As ruínas que sobraram de antigas cidades estão espalhadas pelo Crescente Fértil. Por meio do fato de estudarem essas ruínas, foram descobertas pelos arqueólogos muitas coisas a respeito das civilizações da antiguidade que tinham sido prosperadas, de maneira aproximada de 3000 a.C. até 300 a.C. Foram compreendidas por estas civilizações os quatro impérios: Sumério, Babilônico, Assírio e Persa.
Os sumérios possuíam uma civilização avançada por volta de 3000 a.C. Foi inventado por esse povo um alfabeto que se chama cuneiforme, com qual tiveram o costume de escrever em plaquetas feitas de argila. Mantinham um comércio amplo com os demais povos, inclusive com os egípcios. Milhares de anos anteriores aos egípcios, os sumérios possuíam carros de guerra. Foram também desenvolvidos pelos sumérios um difícil sistema jurídico que realizava a regulação de pesos, medidas e a atividade comercial.
Não há quem tem o conhecimento da verdadeira causa do fato de os sumérios declinarem. Entretanto, por volta de 1900 a.C., houve o aparecimento do mais antigo regime dinástico da Babilônia, na parte setentrional da Suméria. A Babilônia passou a sediar a capital de uma civilização que tinha adquirido notoriedade por suas legislações, seus credos religiosos e suas aglomerações urbanas cercadas.
O Império Assírio, na parte setentrional da Babilônia, teve o início de sua expansão, após o ano de 883 a.C. Há mais de 100 anos, a independência da Babilônia foi novamente proclamada, logo depois da morte do rei Assurbanípal, da Assíria, em 627 a.C. Porém, no ano de 339 a.C. o seu próprio império foi conquistado pelos persas.
Império Aquemênida alcançou o seu apogeu por volta de 520 a.C. Durante aquela época, foi compreendido pelo império a maioria do Oriente Médio, a parte meridional da Rússia e a parte meridional da Ásia. O domínio persa teve duração de mais ou menos 200 anos. O Império Aquemênida foi conquistado por Alexandre, o Grande na década de 430 a.C.

## O Vale do Indo
Existe, no vale do rio Indo, muitos vestígios de uma civilização, que é hoje chamada de civilização do Vale do Indo, estes vestígios datam de 2200 a.C.. Existem hipóteses que a cultura do Vale do Indo tenha declinado por volta de 1800 a.C. e 1700 a.C.
No ano de 1500 a.C., tribos arianas começaram a migrar para a Índia, trazendo armas de cobre, bronze, montagem a cavalo e carruagens. Há controvérsias entre historiadores sobre a origem destes povos, com alguns apontando a Ásia Central ou o sul da atual Rússia. Aos poucos, foi levada pelos arianos sua cultura para a parte oriental, dirigindo-se ao vale do rio Ganges. Foram desenvolvidas pelos arianos práticas de sociedade e religião que deram formação à base das culturas hindus que chegaram depois. Em 517 a.C., teve início o alastramento do Império Aquemênida pelo vale do Indo.
De 327 a.C. até 325 a.C., a região do Indo foi conquistada por Alexandre, o Grande. Alexandre abandonou a região, e quem começou a controlar a Índia foram vários governantes budistas. Foram administradas pelas dinastias muitas partes do Subcontinente Indiano durante um período de mais de 100 anos. O império com a maior extensão territorial foi o Império de Asoka. Foram unificados pelo Império de Asoka dois terços da Ásia Meridional na época em que governou, entre mais de 272 a.C. até 232 a.C., e a arte e a literatura tiveram prosperidade.

## Os Vales do Huang Ho e do Yang Tsé
Os talvegues do Huang Ho e do Yang Tsé nas partes setentrional e central da China têm sido formados como o terceiro centro cultural asiático mais antigo. No talvegue do Huang Ho, em certo tempo no ano de 1500 a.C., a dinastia Chang passou a ser a maior e mais antiga civilização que surgiu no leste asiático. Na cidade de Anyang, que foi a capital de Chang, existiam numerosos palácios. Foram utilizados pelos sacerdotes hieróglifos (desenhos comuns que representam palavras) para realizar o registro de tudo o que aconteceu. Essa antiga escrita pictográfica de uma só palavra ou parte dela, deu origem ao alfabeto chinês.
Houve o aparecimento da dinastia Tcheu no talvegue do Yang Tsé e teve o seu desenvolvimento para fazer a substituição da dinastia Chang no ano de 1027 a.C. Quando a dinastia Tcheu dominou a China, a arte e a educação tiveram prosperidade. Por grandes filósofos, como Confúcio, foram estabelecidas as bases que fundaram a filosofia oriental. Pelas guerras feudais foi enfraquecidas a dinastia Tcheu após o ano de 403 a.C., e quem a substituiu foi a dinastia Tsin no ano de 221 a.C.
Os que governaram a dinastia Tsin unificaram a China e por eles foi criado o primeiro império chinês. Os governantes Tsin foram os construtores da Grande Muralha da China, tentando favorecer a proteção do império dos povos nômades inimigos setentrionais que foram os mongóis. Entretanto, foram derrotados pelos guerreiros revoltosos os governantes da dinastia Tsin no final do século III a.C. Pela subsequente dinastia da China, a Han, império de grande tamanho entre 202 a.C., a 22 a.C.

## História antiga da Ásia
- Mesopotâmia
- Hindus
- Chineses
- Persas
- Hebreus
- Fenícia
- Civilização Helênica
- Mongóis
- Chunuias
- Povos antigos da Ásia

## História medieval da Ásia
- Islamismo

## Ásia Moderna
- Índias Orientais
- Cipango
- Império Chinês

## Ásia Contemporânea
- Oriente Médio
- China
- Índia
- União Soviética
- Japão